# Општи избори у Републици Српској 2014.
Општи избори у Републици Српској 2014. одржани су 12. октобра као дио општих избора у БиХ. Обухватали су сљедеће изборе: 
- за Народну скупштину Републике Српске,
- за предсједника Републике Српске,
- за Представнички дом Парламентарне скупштине Босне и Херцеговине и
- за српског члана Предсједништва Босне и Херцеговине.

Право гласа је на редовним бирачким мјестима имало 1.209.505 бирача, од којих је на изборе изашло 683.220 или 56,49%. Највећи одзив бирача је забиљежен у општини Калиновик (75,14%), док је најслабији одзив био у општини Оштра Лука (39,79%).

## Избори за Народну скупштину Републике Српске
На изборима за Народну скупштину Републике Српске, који су одржани 2014. године, највише гласова добили су кандидати Савеза независних социјалдемократа, затим слиједе кандидати коалиција предвођених Српском демократском странком и Демократским народним савезом, а мандате су још освојили кандидати Партије демократског прогреса, Коалиције Домовина, Народног демократског покрета и Социјалистичке партије.
| Политички субјекат                | Број гласова | %     | Број мандата | Број мандата   | Број мандата | Број мандата |
| Политички субјекат                | Број гласова | %     | Директних    | Компензационих | Укупно       | +/–          |
| --------------------------------- | ------------ | ----- | ------------ | -------------- | ------------ | ------------ |
| Савез независних социјалдемократа | 213.665      | 32,28 | 24           | 5              | 29           | 8            |
| СДС — ПУП — СРС РС                | 173.824      | 26,26 | 20           | 4              | 24           | 4            |
| ДНС — НС — СРС                    | 61.016       | 9,22  | 6            | 2              | 8            | 2            |
| Партија демократског прогреса     | 48.845       | 7,38  | 6            | 1              | 7            | 0            |
| Коалиција Домовина                | 34.583       | 5,22  | 3            | 2              | 5            | 3            |
| Народни демократски покрет        | 33.977       | 5,13  | 3            | 2              | 5            | 0            |
| Социјалистичка партија            | 33.695       | 5,09  | 1            | 4              | 5            | 2            |
| Остали                            | 62.305       | 9,42  | -            | -              | -            | 3            |
| Укупно                            | 661.910      | 100   | 63           | 20             | 83           | 0            |
| Неважећи гласови                  | 44.801       | -     | -            | -              | -            | -            |
| Извор: ЦИК                        |              |       |              |                |              |              |

## Избори за предсједника и потпредсједнике Републике Српске
На изборима за Предсједника и потпредсједнике Републике Српске, који су одржани 2014. године, побиједио је кандидат коалиције предвођене Савезом независних социјалдемократа Милорад Додик, а потпредсједници су постали Рамиз Салкић, кандидат коалиције Домовина и Јосип Јерковић, кандидат коалиције предвођене Хрватском демократском заједницом БиХ.
| Кандидат              | Политички субјекат                      | Број гласова | %      | Изабран / Није изабран |
| --------------------- | --------------------------------------- | ------------ | ------ | ---------------------- |
| Милорад Додик         | СНСД — ДНС — СП                         | 303.496      | 45,39  | Предсједник            |
| Огњен Тадић           | Савез за промјене                       | 296.021      | 44,28  | није изабран           |
| Рамиз Салкић          | Коалиција Домовина                      | 24.994       | 3,63   | Потпредсједник         |
| Сејфудин Токић        | Странка демократске активности          | 11.312       | 1,69   | није изабран           |
| Драгомир Јовичић      | Странка праведне политике               | 7.569        | 1,13   | није изабран           |
| Енес Суљкановић       | Социјалдемократска партија БиХ          | 6.809        | 1,02   | није изабран           |
| Јосип Јерковић        | ХДЗ БиХ — ХСС — ХКДУ — ХСП ХБ           | 6.562        | 0,98   | Потпредсједник         |
| Емил Влајки           | Партија економске и социјалне правде    | 3.202        | 0,47   | није изабран           |
| Амир Хорић            | Босанскохерцеговачка патриотска странка | 2.216        | 0,33   | није изабран           |
| Остали                | Остали                                  | 7.047        | 1,05   | нису изабрани          |
| Укупно важећи гласови | Укупно важећи гласови                   | 668.528      | 100,00 | -                      |
| Неважећи гласови      | Неважећи гласови                        | 38.108       | -      | -                      |
| Извор: ЦИК            |                                         |              |        |                        |

## Избори за Парламентарну скупштину Босне и Херцеговине
На изборима за Представнички дом Парламентарне скупштине БиХ, који су одржани 2014. године, највише гласова у Републици Српској добили су кандидати Савеза независних социјалдемократа и кандидати Српске демократске странке. Мандате су још освојиле коалиције предвођене Партијом демократског прогреса и Демократским народним савезом, те Странка демократске акције.
| Партија                           | Број гласова | %     | Број мандата | Број мандата   | Број мандата | Број мандата |
| Партија                           | Број гласова | %     | Директних    | Компензационих | Укупно       | +/–          |
| --------------------------------- | ------------ | ----- | ------------ | -------------- | ------------ | ------------ |
| Савез независних социјалдемократа | 249.182      | 38,48 | 5            | 1              | 6            | 2            |
| Српска демократска странка        | 211.562      | 32,67 | 4            | 1              | 5            | 1            |
| ПДП — НДП                         | 50.322       | 7,77  | -            | 1              | 1            | 0            |
| ДНС — НС — СРС                    | 37.052       | 5,72  | -            | 1              | 1            | 0            |
| Странка демократске акције        | 31.337       | 4,84  | -            | 1              | 1            | 1            |
| Остали                            | 68.160       | 10,52 | -            | -              | -            | 0            |
| Укупно                            | 647.615      | 100   | 9            | 5              | 14           | 0            |
| Неважећи гласови                  | 58.809       | -     | -            | -              | -            | -            |
| Извор: ЦИК                        |              |       |              |                |              |              |

## Избори за Предсједништво Босне и Херцеговине
На изборима за српског члана Предсједништва БиХ, који су одржани 2014. године, побиједио је кандидат коалиције Савез за промјене, Младен Иванић.
| Кандидат              | Политички субјекат        | Број гласова | %     | Изабран / Није изабран |
| --------------------- | ------------------------- | ------------ | ----- | ---------------------- |
| Младен Иванић         | Савез за промјене         | 317.799      | 48,70 | изабран                |
| Жељка Цвијановић      | СНСД — ДНС — СП           | 310.867      | 47,64 | није изабрана          |
| Горан Змијањац        | Странка праведне политике | 23.936       | 3,67  | није изабран           |
| Укупно важећи гласови | Укупно важећи гласови     | 652.602      | 100   | -                      |
| Неважећи гласови      | Неважећи гласови          | 53.952       | -     | -                      |
| Извор: ЦИК            |                           |              |       |                        |